# Terzo Lori
(Terzo Lori)
Terzo Lori (Alfonsine, 4 luglio 1913 – Biserno di Santa Sofia, 12 aprile 1944) è stato un partigiano italiano.

## Biografia
Emigrato in Francia con la famiglia, lavorò in miniera dall'età di 14 anni ed a 18 fu protagonista del grande sciopero dei minatori di Lilla. Rientrato in Italia su richiesta del Partito Comunista, durante il servizio di leva, cui era stato richiamato nel 1935, per aver manifestato le sue idee antifasciste venne arrestato e condannato al confino  nell'isola di Ventotene, ove avverrà l'incontro con personalità quali Sandro Pertini, Umberto Terracini e Giorgio Amendola.
Liberato dopo il 25 luglio 1943 a seguito della caduta del governo fascista, a seguito dell'armistizio dell'8 settembre entrò nella Resistenza, contribuendo alla formazione della Brigata Garibaldi Romagnola, operante nell'appennino tosco-romagnolo, che arriverà a contare nella primavera del 1944 oltre 1.000 uomini.
A seguito di contrasti di natura strategica e politica tra il suo comandante Riccardo Fedel (Libero) ed il Comitato Militare di pianura (diretta espressione del PCI), la Brigata Garibaldi Romagnola venne trasformata in una Divisione suddivisa in tre Brigate più piccole (il Gruppo Brigate Romagna) e Libero sostituito al comando da Ilario Tabarri (Pietro Mauri).
Pochi giorni dopo, nell'aprile del 1944, prese avvio una vasta operazione di rastrellamento nella valle del Bidente, nel quadrilatero Premilcuore-Pennabilli-Sansepolcro-Consuma, condotta da oltre 2.000 militi fascisti della G.N.R. ed SS tedesche della Divisione "Hermann Göring" con l'utilizzo di mortai e mezzi blindati.
Scarsamente armati, i partigiani subirono pesantissime perdite: alla 1ª Compagnia della 1ª Brigata, comandata da Amos Calderoni e di cui Terzo Lori era commissario politico, venne affidato l'incarico di resistere ad ogni costo presso Biserno (frazione di Santa Sofia), per dar tempo al grosso dei partigiani di sganciarsi, superare l'accerchiamento e tentare l'attacco del nemico alle spalle, per poi riprendere i contatti con il comando, che restava nelle zone di Strabatenza e Rio Salso, vicino a Bagno di Romagna. Il piano però non funzionò, anche se la disperata difesa che costò la vita a Terzo Lori consentì di guadagnare il tempo necessario ai compagni per mettersi in salvo, permettendo ad alcuni dei superstiti di riformare assieme ad altri patrioti il Battaglione "Ravenna" che - aggregato nel Gruppo di combattimento "Cremona" nel 1945 - continuerà a combattere fino alla Liberazione.
In onore di Terzo Lori, nel 1944 fu intitolato un Distaccamento della 28ª Brigata Garibaldi "Mario Gordini" operante nel ravennate, comandata da Alberto Bardi (Falco).